# 德爾塔 (米納斯吉拉斯州)
德爾塔（葡萄牙語：Delta），是巴西的城鎮，位於該國東南部，由米納斯吉拉斯州負責管轄，面積104平方公里，海拔高度500米，2010年人口8,089，人口密度每平方公里77.43人。